# TopPop
TopPop est une émission de télévision musicale néerlandaise produite par AVRO et diffusée de 1970 à 1988.

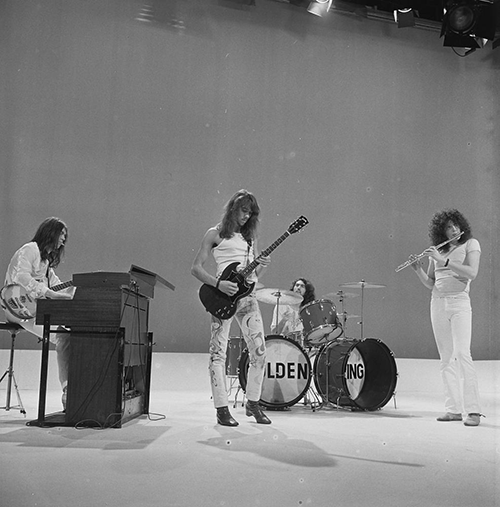
Golden Earring (1971)
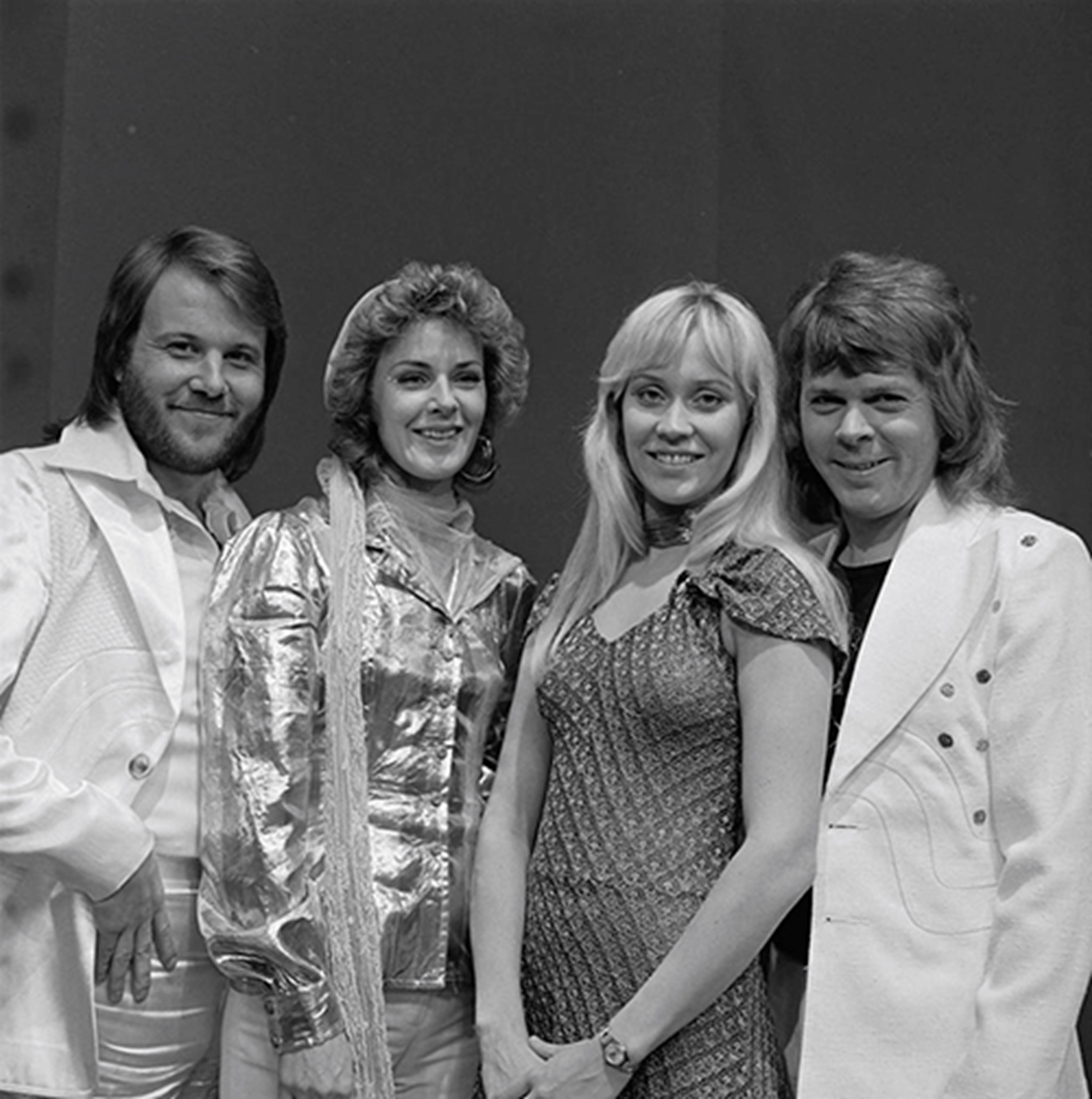
ABBA (1974)
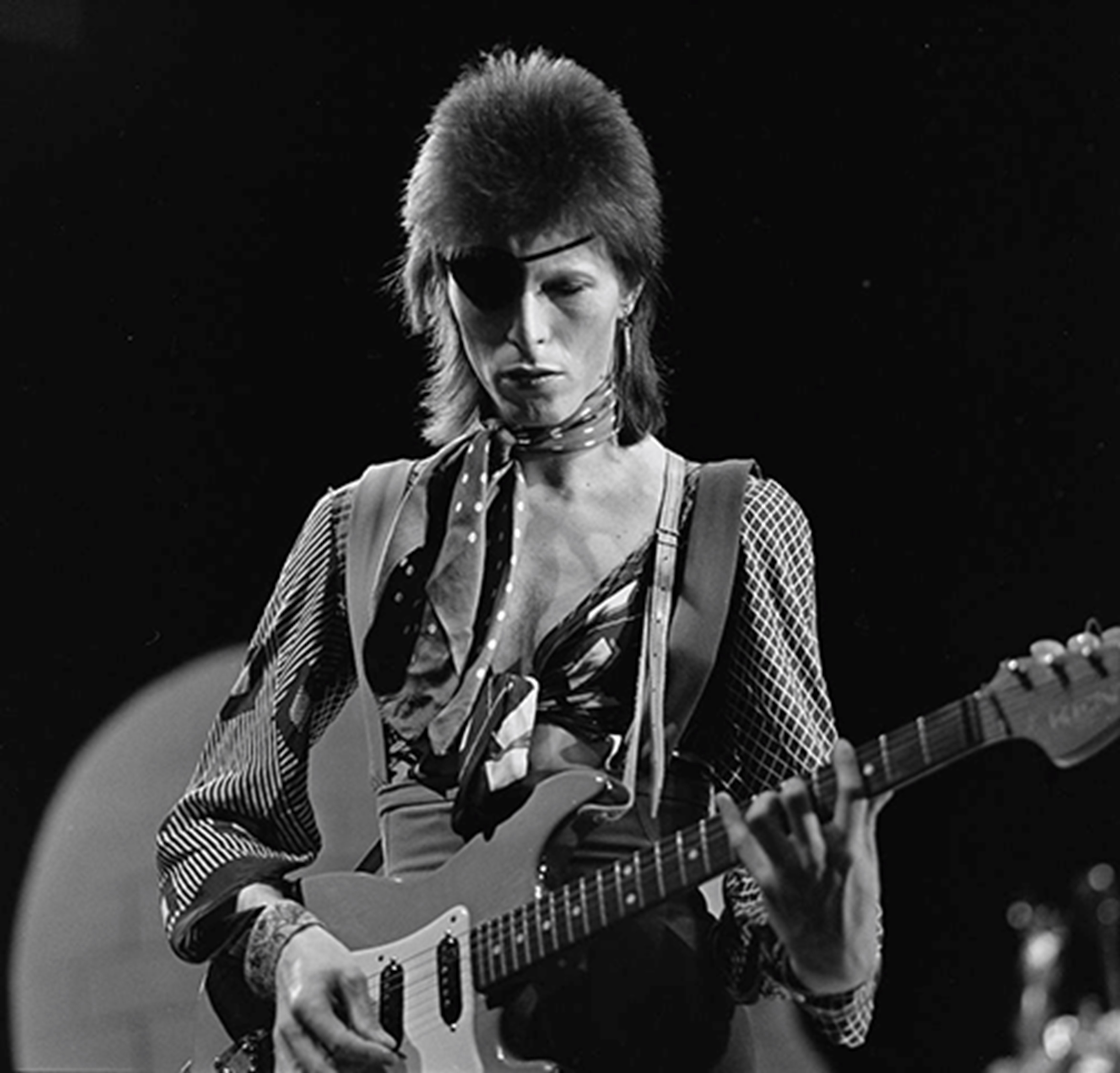
David Bowie (1974)
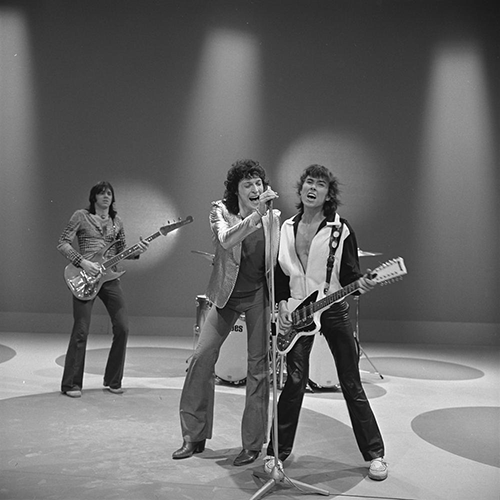
Golden Earring (1974)
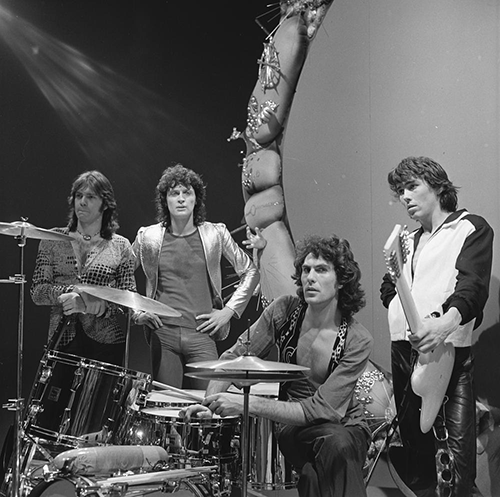
Golden Earring (1974)